# Eryphus flavicollis
Eryphus flavicollis là một loài bọ cánh cứng trong họ Cerambycidae.